# Barania Kopa (Tatry)
Barania Kopa (słow. Barania kopa) – niewybitna turnia znajdująca się w Baraniej Grani w słowackiej części Tatr Wysokich. Jest pierwszym od dołu wzniesieniem w tej grani. Od Skrajnego Baraniego Zęba w grupie Baranich Zębów na południu oddzielona jest Przełączką za Baranią Kopą. Wierzchołek Baraniej Kopy nie jest dostępny żadnymi znakowanymi szlakami turystycznymi. Możliwe drogi prowadzą na niego od Przełączki za Baranią Kopą lub prosto z Doliny Czarnej Jaworowej.
Autorami pierwszego wejścia na szczyt byli Zygmunt Klemensiewicz, Jerzy Maślanka i Rudolf Nałęcki. Wyczynu tego dokonali 24 sierpnia 1923 r. podczas przechodzenia Baraniej Grani.